# Beata Hlavenková
Beata Hlavenková (* 2. Februar 1978 in Vendryně als Beata Morávková) ist eine tschechische Jazz-Pianistin, Arrangeurin und Komponistin.

## Leben und Wirken
Hlavenková studierte bis 1998 klassische Musik am Janáček-Konservatorium in Ostrava, um dann für ein Masterstudium (Komposition, Jazz-Komposition und Arrangement) in die USA zu gehen, das sie 2004 an der University of Massachusetts abschloss. Dann war sie Mitglied der Gruppe S’aight, in der sie, zusammen mit dem Gitarristen und Komponisten Patrik Hlavenka (den sie heiratete), ihre eigene Musik spielte und 2004 die gleichnamige CD veröffentlichte. Sie leitet ihr eigenes Jazztrio mit dem Bassisten Rastislav Uhrík bzw. Petr Dvorský und dem Schlagzeuger Pavel Bady Zboril, war daneben auch in anderen Gruppen, etwa bei der Sängerin Lenka Dusilová, und dem neuen Trioprojekt Face of the Bass des Bassisten Jaromír Honzák tätig sowie mit Ingrid Jensen, die auch auf ihrem Album Joy For Joel (Animal Music, 2009) zu hören ist. Ihre musikalischen Tätigkeiten gehen weit über den Bereich des Jazz und hinaus; so spielte sie mit der Folkrock-Gruppe Margorie Band von Katka Šarközi (Album 2003) und tourte mit der Countrysängerin Vera Martinová, mit der sie auch zwei Alben aufnahm. Sie war in Europa, Nordamerika und der Türkei auf Tournee.
Hlavenková komponierte auch für Sinfonieorchester (Three Times About the Same Thing, 1998) und arrangierte für Abby Riccards, The Clarinet Factory und für Iva Bittová. Seit 2005 war sie Kompositionslehrerin am Prager Jaroslav-Ježek-Konservatorium und ist seit 2006 an der Prager The New York University tätig.

## Preise und Auszeichnungen
Im Sommer 2005 gehörte Hlavenková zu S'aight and Vertigo Connection, die beim Montreux Jazz Festival ausgezeichnet wurde. Im gleichen Jahr erhielt sie mit ihrem Trio den tschechischen Jazz-Nachwuchspreis als Gruppe des Jahres für Komposition und Arrangement. 2006 gewann sie einen Kompositionswettbewerb des tschechischen Radios mit ihrer Komposition Jazvecík vo hmle za stlpom.